# ウルティマ
『ウルティマ』（Ultima）は、オリジン社が発売したコンピュータRPGのシリーズ。作者はリチャード・ギャリオット。
2DフィールドスタイルのコンピュータRPGの原形と言われており、ドラゴンクエストシリーズなど多くのコンピュータRPGが本作（もしくは本作に影響を受けたRPG）の影響を受けている。また、漫画化や小説化などもされている。
なお英語での呼称発音は「アルティマ」であるが、本シリーズではラテン語読みの「ウルティマ」が正しいとされる。

## 作品
ウルティマのベースとなっているのはアカラベスまたは、アカラベース(Akalabeth)と呼ばれるゲームである。
正編となるシリーズは全9作だが、大別すると以下の3部作に分類される。なお以下のU1からU9はナンバリングタイトルである『Ultima I』から『Ultima IX』までの略称を表す。
U1 - U3暗黒時代（The Age of Darkness）
ソーサリアや地球に襲来した悪の権化を打ち倒す英雄の物語。
U4 - U6啓発の時代（The Age of Enlightenment）
三原理と八徳という道徳理念を導入し、物語の根幹とする。U4ではゲームを通じてそれらを理解し、究めることで聖者アバタールとなるまでの軌跡を描く。その一方、U5では悪役ブラックソーンを通じて価値観の恣意的な曲解や強制から生じる危険性を訴え、U6ではガーゴイル族との戦争から和解に至る経緯を描くことで価値観の異なる他者との共存についての問題提起をしている。
U7 - U9ガーディアン・サーガ（The Guardian Saga）
三作を通して、ブリタニアを狙う最強最後の巨悪ガーディアンとの戦いを描く。強大な力を持ちながら敢えて力による征服を行わず、人々の心を腐敗させて悪に導くことでブリタニアを破滅させようとするガーディアンとの戦いは、アバタールにとってこれまで以上に過酷なものとなる。
またナンバリング以外のタイトルの略称は以下の通り。
- World of Ultima: Savage Empire - SE
- World of Adventure 2: Martian Dreams - MD
- Ultima Underworld the Stygian Abyss - UW, UW1
- Ultima VII add-on the Forge of Virtue - U7FV, FoV
- Ultima Underworld II Labyrinth of Worlds - UW2
- Ultima VII part two Serpent Isle - U7p2, SI, U7SI
- Ultima VII part two Serpent Isle add-on the Silver Seed - U7SS, SS
- Ultima Online - UO
- Lord of Ultima - LoU
- Ultima Forever Quest for the Avatar - UF

なお日本で発売されたタイトルは#移植版を参照。

### Akalabeth
1979年発売。ロード・ブリティッシュの命により、世界にはびこる魔物を討伐し、騎士の称号を得るのが目的。すべてのマップがゲーム開始時に入力するラッキーナンバーにより自動生成されるという特徴がある。地上の2Dマップと地下の3Dマップが併存するU1と同様の設計は既に成立しており、後年発売された "Ultima Collection" には "Ultima 0" として収録されている。Apple IIバージョンのほか、Ultima Collection用に開発されたDOSバージョンと、GOG.comで配信されている別にDOSバージョンが存在する。マニュアル掲載のストーリーにはブリティッシュと対立する君主の名前としてモンデインの名が出てくるが、ゲームには直接登場しない。

### Ultima I: The First Age of Darkness
1981年発売。Ultimaシリーズの第1作。当初の題名は『Ultima』。不死の宝珠を持ち、その力によってソーサリア世界に災厄をもたらす魔導士モンデイン(Mondain the Wizard)を倒す、後にアバタールとなる勇者の冒険。
4つの大陸、8つの城と迷宮を駆け巡ってクエストをこなしつつ、ついには宇宙空間での戦闘艇戦も経て、王女に授かったタイムマシンを使ってモンデインが絶対的な力を得る前の1000年前の世界に戻り、不死の宝珠を破壊してモンデインを倒すことに成功した。
4大陸の1つである"Lands of Lord British"が後のブリタニアであり、残り3つのうち1つも後の作品で登場することになる。
後にリチャード・ギャリオットの正式なライセンスの下に、似た世界設定を持つQuestron（クエストロン）というコンピュータRPGが他社から発売されている。Apple II版は初期版と、U5のツールを使ったリメイク版が存在する。

### Ultima II: The Revenge of the Enchantress
1982年発売。モンデイン討伐後、彼の弟子であり、歳若い妻でもあった魔女ミナクス(Minax)が復讐を開始する。
ムーンゲートをあやつり時間を移動することができた彼女は、太古の地球である伝説の時代に拠点を構え、歴史に介入して全面核戦争による世界の破滅を成し遂げる。これを修復するために、幾多の時代と太陽系を駆け巡ってミナクスを倒す手がかりを探す物語。
システム的にはほぼU1を踏襲している。

### Ultima III: Exodus
1983年発売。甲板に「EXODUS」の血文字が書かれた無人の漂流船が発見された事件をきっかけに、ソーサリア大陸は再び災厄に見舞われる。ロード・ブリティッシュは再び勇者を召喚し、「EXODUS」の正体を探り、滅ぼすことを命じる。
シリーズ上パーティ制が初めて導入された作品で、Wizardryのように種族、職業が異なるキャラクターを自由に登録し、4人のパーティを編成できる。また、敵と接触すると戦闘画面に切り替わるようになった。戦闘ではタクティカルコンバットが採用され、この形態は改良されながらU7まで引き継がれることになった。
本作では街などは10箇所以上、3D表示の地下迷宮は7箇所といった規模。「ムーンゲート」で各地をワープできるほか、海賊から船を奪い取って交通手段とすることができる。敵と戦い地下迷宮を探索し、ワールドマップとは別にある「アンブロシア」に突入、「EXODUS」の謎に迫る。

#### キャラクター
パーティーを組んで冒険をする4人のキャラクターを作成する。
種族は、全てに平均的な「人間」、器用さの最大値の高い「エルフ」、強さの最大値の高い「ドワーフ」、賢さの最大値の高い「ボビット」、器用さと知識の最大値の高い「ファジー」の5つ。
職業は、魔法は全く使用できないが重装備が可能な戦士や、なんでもこなせるレンジャーなど11種類。装備可能な武器・防具が設定されているほか、罠外しや宝箱開けの適性および使用魔法、MP(マジックポイント)の値が設定されている。これらキャラクターは作成時に与えられる一定のボーナスポイントを自由に配分することができる。
また、魔法については魔術師系(Sorcery)・僧侶系(Prayers)各16種類ずつ、計32種類が用意されており、賢さまたは知識の増加に伴いMPが増加するにつれて、行使可能な魔法が増加していく。

### Ultima IV: Quest of the Avatar
1985年発売。Exodus滅びし後、ソーサリアを統一したロード・ブリティッシュは、人々の規範になる物を求め、主人公に探索を命じる。主人公の目的は3つの原理と8つの徳を究めた徳の化身アバタールとなることで、そのためには多くの人との交流や神殿での瞑想から徳について学び、自らの行動で実践しなくてはならない。また、ダンジョン「グレート・ステイジアン・オブ・アビイス」にあるという究極の知恵の写本「コデックス」(Codex of Ultimate Wisdom)を手にするため、様々な手がかりを探す必要がある。
Ultimaシリーズにとって大きな転換期となる作品で、世界の名前は「ソーサリア」から「ブリタニア」になり、全土の地形や街・ダンジョンなどの名前と場所はほぼ固定になった。また、U3まで残っていたSF色は完全に排除され、代わりに3原理と8徳の概念の導入、8種類の秘薬を消費する8サークルからなる魔法、ジプシーによる占い形式のキャラクター作成や、アバタールコンパニオンのようなレギュラーキャラクターの登場など、ウルティマシリーズを特徴づける要素が初めて現れた作品である。

### Ultima V: Warriors of Destiny
1988年発売。アバタールとなった主人公が究極の知恵の写本コデックスをブリタニアにもたらした後、巨大な地下世界の存在が明らかになった。ロード・ブリティッシュは自ら探検隊を率いて地下世界に赴くが、そのまま行方不明となる。国王代行となった家臣ロード・ブラックソーン(Lord Blackthorn)は当初誠実に職務を果たしていたが、謎の3体のシャドーロード(Shadowlords)が姿を現すと同時期に徳を曲解した恐怖政治を敷き、圧政を始める。イオロとシャミノはロード・ブリティッシュを探し出し、玉座に連れ戻すためにアバタールを召喚する。
反逆者としてブラックソーンの国家体制から追われる身となったアバタールは、各地に潜伏してレジスタンス運動を行う仲間たちを探し出し、シャドーロードを倒すとともに、地下世界の迷宮に幽閉されたロード・ブリティッシュを救出しなければならない。
時間の概念が導入され、朝→昼→夜の移り変わりにあわせて、人々が朝に起床し、朝食を取って仕事に向かい……という人々の生活がリアルに描かれるようになった。
Apple II版では初めてMIDI音源対応になった。

### Ultima VI: The False Prophet
1990年発売。現世に暮らすアバタールの前に、再び召喚のムーンゲートが開かれた。しかしムーンゲートを抜けたアバタールは、待ち構えていたガーゴイルの集団に捕らえられ、そのまま祭壇の上で生け贄にされる寸前をデュプレ達に助けられる。
再び訪れたブリタニアはガーゴイル族の侵攻を受け、臨戦状態にあった。ガーゴイル撃退に乗り出すアバタールではあったが、やがて侵攻の原因がかつてコデックスをブリタニアに持ち帰った自分にあること、そのためにガーゴイル世界が消滅の危機に瀕していることを知り、ブリタニアとガーゴイル世界共存の道を探ることになる。
この作品では最初にIBM PC向けに発売された。グラフィックスは大幅に強化され、町や迷宮が地上と一体で表現されるオープンワールド型になり、戦闘はフィールド上でそのまま実施(戦闘画面に切り替える形態ではない)。この形態はU7まで継続された。また、マップ上にあるほぼ全てのオブジェクトが所持したり使用できるようになったりした。

### Worlds of Ultima: The Savage Empire
1990年発売。現世とブリタニアを結ぶムーンストーンを調査中、アバタールは謎の爆発に巻き込まれ、異世界に飛ばされてしまう。それは恐竜時代のような世界だった。この作品はMartian Dreamsが出た後、World of Adventureシリーズの第1作として扱われた。

### Ultima: Worlds of Adventure 2: Martian Dreams
1991年発売。アバタールとドクター・スペクターの前に不思議な女性が現れ、荷物を渡して消えた。その荷物には1895年に書かれた書物タイム・トラベルと、ビクトリア期のアバタールとドクター・スペクターの入った写真だった。
登場人物たちは一見ブリタニアとなんら関係がないように見えるが、実はアバタール・コンパニオンの幾人かは形を変えて登場する。

### Ultima Underworld: The Stygian Abyss
1992年発売。現世で眠るアバタールの夢の中に不思議な老人の幽霊が現れ、「ブリタニアに危機が迫っている」と告げる。そのままアバタールが召喚されたのは、謎の魔導士が令嬢を誘拐し、まさに逃走しようとしている夜中の一室だった。一人取り残され、誘拐犯の一味として領主アルムリック男爵の元へ連行されたアバタールは、「お前が本物のアバタールなら娘を連れ戻せ」と誘拐犯が逃げ込んだアビスのダンジョンに閉じ込められる。
アビスは、徳の精神の元で人間やモンスターが平和に共存する理想郷建設を目指したサー・カビルスによる入植が行われたものの失敗し、人や各種モンスターがそれぞれになわばりを持つ無法地帯になっていた。アバタールは物資の限られた閉鎖空間の中でサバイバル生活を送りながら、誘拐された男爵令嬢を救い出し、事件の背後にいる異世界から召喚された強大なデーモンとの決着をつけなければならない。
ウルティマシリーズにおける作中の世界は共有しているが、ブルースカイプロダクション（Blue Sky Productions、後のLooking Glass Technology）による作品。

### Ultima VII: The Black Gate
1992年発売。現世に戻りパソコンを操作するアバタールのディスプレイ画面に、突然ガーディアンと名乗る存在が現れると、ブリタニアは我が下で新時代を迎え、アバタールもまた自分の配下となるであろうと言い残して去っていった。胸騒ぎを感じたアバタールは再び現れた召喚のムーンゲートに飛び込み、トリンシックに降り立つ。前回の訪問から既に200年が経過していたブリタニアは空前の繁栄を謳歌しており、いかなる脅威も存在しないように見えたが…。これが完結編 Ultima IX Ascensionまで続くガーディアン・サーガの幕開けである。
トリンシック市長からある猟奇殺人事件の捜査を依頼されたアバタールは、容疑者を追ってブリタニア各地を巡るうち、行く先々で見え隠れする「フェローシップ教団」の影と、ガーディアンが仕組んだ陰謀の真相に迫っていくことになる。
腐敗選挙・拝金主義・麻薬問題・環境問題など各種の社会問題のほか、不倫や純愛などなどさまざまな人間ドラマが含まれている。
日本では完全な移植版は発売されなかった。
システムはU6のマウスを使ったUIとキーワード選択式による会話システムを更に発展させたものであり、形を変えながらU8、UO、U9にも引き継がれた。
同年には追加ディスクとして『Ultima VII add-on the Forge of Virtue』が発売された。海中に没したはずのIsle of Fire（エクソダスの居城、後に愛・真実・勇気の三原理の神殿が建てられていた島）が再び浮かび上がり、その探索を命じられる。

### Ultima Underworld II: Labyrinth of Worlds
1993年発売。Looking Glass Technologyによって開発された。
ガーディアンのブリタニア降臨を阻止してから1年後の復興記念祭の翌朝、ロード・ブリティッシュ城は突然ブラックロックの巨塊に閉じ込められ、外部世界と隔絶されてしまう。
出口を求めてロード・ブリティッシュ城の地下下水道に下りたアバタールは、異世界とのゲートとして機能するブラックロックの小塊を発見し、既にガーディアンの手に落ちた8つの異世界を行き来しながら、ロード・ブリティッシュ城を解放するための手がかりを探すことになる。

### Ultima VII Part Two: Serpent Isle
1993年発売。ガーディアンのブリタニア降臨を阻止してから18ヶ月後、逃亡したフェローシップ教団の教祖バトリンの隠れ家が発見される。既にもぬけの殻ではあったが、バトリンにブリタニア破壊計画の為にサーパントアイル（Serpent Isle）に向かうよう指示するガーディアンからの指令書が発見され、ロード・ブリティッシュは計画を阻止するべくアバタールにバトリン追跡を命じる。
魔導士モンデインの死後に失われたソーサリアの4大陸の1つで、かつての「the Lands of Danger and Despair」を舞台とする冒険。
同年、追加ディスクとして『Ultima VII Part Two: Serpent Isle add-on the Silver Seed』が発売された。オーダー軍とカオス軍による戦乱が続く太古のSerpent Isleに行き、世界のバランスを保つSilver Treeを蘇らせる事が使命。

### Ultima VIII: Pagan
1994年発売。Serpent Isleのラストでガーディアンに捕らわれたアバタールは、既にガーディアンの支配下にある異世界ペイガンに落とされる。この世界から脱出する方法はあるのだろうか？
システムがアクションゲームであり、本国では「これはPrince of Persiaですか?」という揶揄さえあった（SuperUltimarioとも称されたこともあった）。
修正パッチ(ver. 2.12)が配布されたが、その一番の目的は、「飛び石へのジャンプ」の難易度を修正する（下げる）ことにあったとされる。また、一部の動く飛び石は固定された。他にも重量制限の緩和などバランス調整が行われた。
なお、U8のシステムはアクションゲームであるCrusaderシリーズに流用された。
PaganUltima VIII speech pack
音声の追加ディスク。CD-ROM版には最初から入っていた。
なお『Ultima VIII: Pagan add-on the Lost Vale』が追加ディスクとして開発されたが、U8があまりにも売れなかったため、発売直前で中止された。ガーディアンを信奉するペイガン人に敗れた、「古なる者」（Ancient Ones）を崇める古来のジーラン人の生き残りが隠れ住む谷が舞台となる予定だった。

### Ultima Online
1995年にUltima Online: Shattered LegacyとしてElectronic Entertainment Expoで発表。1996年アルファ版公開。1997年発売。Multiplayer Ultimaなどとも称されたウルティマシリーズのオンラインゲーム、インターネットを介した本格的なオンラインゲームの草分けである。2006年12月現在、リリース済みのシリーズは以下の通りである。
- Ultima Online the Second Age "UOT2A,T2A"
- Ultima Online Renaissance "UOR,UO:R"
- Ultima Online Third Dawn "UO3D,UOTD"
- Ultima Online Lord Blackthorn's Revenge "UOLBR,LBR"
- Ultima Online Age of Shadows "UOAoS,AoS"
- Ultima Online 7th Anniversary Edition
- Ultima Online Samurai Empire "UOSE"
- Ultima Online Mondain's Legacy "UOML"
- Ultima Online the Eighth Age
- Ultima Online 9th Anniversary Collection
  - UO3D以降はギャリオット退社後でEA色が極めて強く出されている。
  - 現時点においてはUOMLの本国版店頭販売用パッケージは存在せず、ダウンロード販売用パッケージのみである。
- Ultima Online Gold
  - UOT2Aが最初に発表された時の名称だったが、現在はダウンロード販売用パッケージ(AoS相当)の名称となっている。

### Ultima IX: Ascension
1999年発売。ペイガンより脱出したアバタールの最後の戦い。Paganに捕らわれている間にブリタニアはガーディアンの手に落ち、徳の精神は失われて人々の心はゆがめられていた。アバタールは彼らに再び徳の心を呼び覚ますとともに、ガーディアンとの最終決着をつけなければならない。
親会社のエレクトロニック・アーツの指示により、開発途中だったものを急遽発売したため、きわめて不完全な内容に終わった。後にリチャード・ギャリオットがオリジン・システムズを退社（解雇）したためシリーズ最終作となった。
Ascensionの名称には発売前、国内ではさまざまな解釈がなされた。U4で使われた昇華と同様に主人公が昇華すると解釈したものや、上昇と紹介した雑誌もある。実際には「昇天」であった。パッケージにはガーディアンとアバタールの関係が抽象的に描かれていた。

### Lord of Ultima
2010年4月21日よりサービス開始。RPGではなくブラウザベースのオンラインストラテジーゲームである。プレイ料金は基本無料だが、ゲームを有利にする課金アイテムも存在する。言語は英語とドイツ語のみ対応。舞台はブリタニアではなく、一部の建造物に"Trinsic Temple"や"Moonglow Tower"などの名前が使われているものの、従来のウルティマの世界との関連性は薄い。開発はEA Phenomicスタジオ。2014年5月12日をもってサービス終了した。

### Ultima Forever: Quest for the Avatar
2013年8月9日よりサービス開始。フリーミアムのオンラインARPGで、iOS版のみリリース中。舞台はU4の21年後のブリタニア世界で、王女レディー・ブリティッシュに召喚された英雄たちが、人々を蝕む黒涙病からブリタニアを救うために徳の冒険に挑む。EA社の事業再編の影響により、2014年8月30日にサービス終了した。

### 総集編
Ultimaシリーズは何度か過去作をまとめた総集編のパッケージが発売された。
- Ultima Trilogy I.II.III
- Ultima the Second Trilogy IV.V.VI
- Ultima I-VI CD-ROM
- The Complete Ultima VII CD-ROM
  - Ultima VIIシリーズ全てを含む。
- Ultima Underworld I & II CD-ROM
  - Ultima Underworldシリーズ全てを含む。
- Pagan:Ultima VIII CD-ROM
  - Paganの英仏独3ヶ国語版と各々のスピーチパックを含んでいた。FD版と同時発売である。
- Ultima Collection "UC"
  - Ultima I-VIIIを含む。

### ゲームボーイ版
ゲームボーイ用にOrigin Systemsが関わる外伝が存在する。1、2ともに主人公はアバタールではなく、シャミノ、デュプレ、イオロ、マリアの中から選択する。
- Ultima Runes of Virtue（邦題:失われたルーン）
- Ultima Runes of Virtue II（邦題:失われたルーン2）

### 開発中止

#### Ultima Worlds Online: Origin
当初Ultima Online 2として発表されたゲームで、Ultima Onlineからさらに進化した完全に3Dのオンラインゲームとして開発されていたが、EAの財政事情により開発中止。その直前にリチャード・ギャリオットがオリジン・システムズを退社（解雇）している。
ウルティマオンラインにおけるロード・ブリティッシュのオーダー軍とLord Blackthornのカオス軍が全面戦争に突入、ロード・ブリティッシュが放った強力な魔法が引き起こした時空の歪みにより、ブリタニアは過去の世界および未来の世界とつながってしまう。瀕死の重傷を負ったロード・ブラックソーンは未来世界に逃れ、機械の体を手に入れて再びブリタニアに復讐を開始するというウルティマオンライン後の世界が舞台となる予定だった。
新種族として太古の住人ミーア人、未来の機械文明人ジュカ人が選択可能になり、両文明にちなんだスキルやアイテムの追加が大きな目玉だったが、結局これらの種族および世界設定はウルティマオンラインの拡張パック"Lord Blackthorn's Revenge"（邦題「ブラックソンの復讐」）のバックストーリーとして再利用されている。
また、本作で導入される予定であった一部のシステムは、後にリチャード・ギャリオットが製作の指揮を務めたタビュラ・ラサでも垣間見ることができる。例えば、一度育てたキャラクタのクローンを作り、新規キャラクターのレベル上げの苦労を緩和するシステムなどがそれである。

#### Ultima X Odyssey
2003年8月にウルティマオンラインシリーズではなく、オリジナルタイトルの続編という形で3Dのオンラインゲームとして発表されたが、ユーザー間ではUltima Online 2が開発中止になっているので、また開発中止に違いないと予想されていた。そして予想通りに2004年7月に開発中止の発表がなされた。
U9で昇天したアバタールの心が作り出した徳の世界で、様々なクエストをこなしながら徳を高めていくというものになる予定で、プレイ可能な種族も多数用意され、MMORPGの形式をとりながらも、イベントや戦闘エリアを他のプレイヤーと共有しない方式等、当時としては斬新なアイディアが盛り込まれる予定であった。

## キャラクター
名前表を複数持つキャラクターが存在する。これはU9が移植される際の翻訳時、名前をオリジナルの読みに合わせた事による。

### 最重要人物
アバタール (Avatar) ［登場：全シリーズ］
ウルティマシリーズの主人公。プレイヤーの分身であり、異世界ブリタニア（ソーサリア）へやって来た地球人。ソーサリア世界が危機に陥るたびに現れて世界を救った英雄で、U4では8つの徳を極めてグレート・ステイジアン・アビスからCodex of Ultimate Wisdom(究極の知恵の写本)を持ち帰り、以後「アバタール（徳の化身）」と呼ばれるようになった。
U9で宿敵ガーディアンが自分の分身であったことを知り、結界の中でアーマゲドンの魔法を唱えることでガーディアンもろとも昇天（Ascension）し、最後の冒険を終えた。
U7まではゲーム開始時に性別を選ぶことができたが、U8以降は男性で固定になった。
ロード・ブリティッシュ(Lord British) ［登場：Akalabeth,U1,U2,U3,U4,U5,U6,SE,U7,UW2,SI,UO,U9］
ブリタニアの国王。U1ではソーサリアの四大陸を治める8王の一人だったが、モンデインが滅びた際に発生した大地殻変動によって他の大陸が異次元へ消滅し、残されたソーサリアを統一。U4以降は「ブリタニア」と国名を変え、3原理と8徳を基本理念とする善政を敷いた。イオロたちに陰で呼ばれているあだ名は「Mr. Nose（鼻）」
もともとは彼もアバタールと同じ地球人であるため、ソーサリア世界では圧倒的な長寿を誇る。后などはいなかったが、U7ではひそかに愛人と隠し子が存在していた。また、UFでは彼の娘の王女レディー・ブリティッシュが登場する。
なお、ロード・ブリティッシュ殺しは一部に熱狂的なプレイヤーが居るが、殺せるのはU1,U2,U3,U6とFoV適用後のU7のみ（他の作品でも出来ないことは無いが詳細は英語版を参照のこと）。UOでは作者リチャード・ギャリオットのアバターだったが、リチャードが無敵フラグを立てるのを忘れてログインしたため、プレイヤーに殺されると言う椿事が起きたこともある。
U9ではブラックソンとの対決イベントの後に（本シリーズでの自戒も兼ねた）「古今東西のコンピュータRPGの王様」に対する皮肉・揶揄とも言える発言をした。
タイム・ロード,ホークウィンド(Time Lord,Hawkwind) ［登場：U3,U4,U7,U9］
生命を超越した精神体で、地球やブリタニアを含む宇宙全体の正しい時の流れを見守る時の番人。
現世に直接介入するような強大な力は持っていないが、異世界を含め様々な知識に通じているため、主にアバタールを導きサポートすることで陰から世界を守っている。
人の姿をとってしばらく地上世界にとどまることもあり、その間は預言者ホークウィンドと名乗っている。
U3ではアバタールにエクソダスを破壊する手順を教えるなど、敵にとっては知られたくない秘密の情報も知っているため、U7ではガーディアンに先手を打たれて霊性の神殿に幽閉されていた。U9では最初のチュートリアル時にホークウィンドとして声のみ登場するが、終盤のダンジョンに時間停止の魔法と彼の書置きが残されており、その署名からタイムロードとホークウィンドが同一人物であることが判明する（ただしそれ以前にもUltima Online関係の国内イベントで作者リチャード・ギャリオットから直接聞いた人が居るらしい）。

### アバタール・コンパニオン
U4のアバタールへの試練において、主人公に同行した8人の仲間を指す。（実際は主人公を含めた8人パーティなので、主人公と同じ職業の1人は同行しない）
U4以降もたびたびアバタールの冒険を助け、U9ではガーディアンに洗脳されたり命を落とした者も出たが、最後には全員がアバタールのもとに集って、共にガーディアンの野望を打ち砕いた。
シャミノ(Shamino Salle Dacil) ［登場：U1,U3,U4,U5,U6,U7,SI,U9］
ロード・ブリティッシュが初めてソーサリアに降り立った際、最初に出会った人物であり、U1ではソーサリアを分割統治する領主の1人、ロード・シャミノとして登場。彼の城と領地はモンデインの宝珠が砕けたときに異次元（のちのサーペントアイル）に飛ばされ、SIで再び訪れる事になる。
U4以降は「霊性」の徳を守護するスカラブレイのレンジャーとなり、アバタールの仲間として冒険を助けた。U9では仲間にならなかったが、エセリアル虚空間に単身乗り込んでガーディアンの正体をつきとめるという非常に重要な役割を果たす。
シャミノの名前は、リチャード・ギャリオットがゲーム仲間間での自分の名前として実在のフランスの騎士Shimanoから思いついた物らしい（別の説もある）。したがって、彼の容姿はリチャード・ギャリオットと酷似している。
デュプレ(Dupre) ［登場：U2,U3,U4,U5,U6,U7,UW2,SI,U9］
U2ではプレイヤーの名前としてマニュアルに登場。U3ではNPCのひとりとして、ブリテインの酒場で会うことができる。「名誉」の徳を守るパラディンだが、酒と女好きな一面も持つ。ガーゴイル戦争後にロードブリティッシュによってナイトに叙せられ、以後サー・デュプレと呼ばれるようになった。
SIではアバタールの身代わりとなって焼身自殺し、カオス・サーペントの一部となったが、U9で霊性の神殿の浄化とともに復活した。
モデルは、作者リチャードの親友グレッグ・ダイクスである。
イオロ(Iolo FitzOwen) ［登場：U1,U2,U3,U4,U5,U6,U7,UW2,SI,U9］
U1から城の道化師、または吟遊詩人として登場していた。U4より「慈悲」の徳を守るブリテインの吟遊詩人としてアバタールの冒険に同行する。国民的歌謡「ストーンズ（Stones）」を作曲するなど音楽の腕もさることながら、クロスボウを愛用する一流の弓師でもあり、U6、U7では弓矢店Iolo's Bowも経営していた。グウェノという妻がいる。
モデルは、作者リチャードの親友デイビッド・ワトソンである。
マライア,マリア(Mariah)［登場：U4,U5,U6,U7,U9］
ムーングロウ出身の女性魔法使いで、「誠実」の徳を守りながらライキュームで働いている。U6ではガーゴイルの予言書を解読するという重要な役割を果たした。
日本語版「ウルティマ 黒騎士の陰謀」では顔グラフィックが大幅に変更された。
ジョフリー(Geoffrey)［登場：U4,U5,U6,U7,UW2,U9］
「武勇」の徳を体現する勇敢な戦士。出身はジェローム。U6以降はロード・ブリティッシュのボディガード兼衛兵隊長となっており、冒険に参加する機会は少ない。
ジャーナ,イアナ(Jaana)［登場：U4,U5,U6,U7,U9］
ユーの女性ドルイド僧。「正義」の徳を守る公正な人格者であり、ブラックソーンの圧制下ではレジスタンス活動に加わっていた。
危険な任務ほど喜んで引き受けるという意外と好戦的な一面があり、実際のドルイド僧の特徴を反映していると思われる。
ジュリア(Julia)［登場：U4,U5,U6,U7,U9］
ミノックで細工職人（鍛冶屋と訳される版もあるが正確には鋳掛屋）をしている女性で「献身」の徳の擁護者。性格は豪快で明るい。アバタールに片想いしていた。
カテリーナ,カタリーナ(Katrina)［登場：U4,U5,U6,U7,U9］
ニューマジンシアに住む羊飼いの女性。住民の驕りによって壊滅した旧マジンシアの生き残りとも言われている。「謙譲」の徳を守るだけに物静かで控えめだが意思は強く、U9でコンパニオンのほとんどがガーディアンに洗脳されて敵になった時も、彼女だけはアバタールの味方だった（謙譲の徳を失って高慢になってはいたが）。

### その他重要人物
ホークウィンド(Hawkwind) ［登場：U3,U4］
主人公の徳の状態について教えてくれた予言者。U3にも同名の地図職人がいたと伝えられているが、同一人物かは不明。U9では、その正体がタイム・ロードだったということが明かされる。
『バーズテイル』の作者ロー・アダムズIII世の別名であり、U3,U4に彼が関わったことを意味している。なお、同氏が製作に関わっている『ウィザードリィ4』にもスカラブレイ出身の忍者ホークウィンドが登場する。
グウェノ(Gwenno) ［登場：U1,U2,U3,U4,U5,U6,SI,U9］
イオロの愛妻。ブリタニアの国民的歌謡「ストーンズ（Stones）」の作詞者でもある。
SIのヒロインといえる（仮にヒロインがいるならば!）。
ニスタル(Nystul) ［登場：U6,U7,UW2］
ロード・ブリティッシュの側近の宮廷魔法使い。
チャクルス(Chuckles) ［登場：U2,U3,U4,U5,U6,U7］
ロード・ブリティッシュ城にいる道化師。無意味な言動でアバタールをしばしば翻弄する。
通称「鍵」。
シェリー(Sherry) ［登場：U6,U7］
人語を話す不思議な大ネズミ（♀）。物語好きで、毎晩ロード・ブリティッシュの私室を訪れては物語を聞かせてもらっている。お気に入りはライオンに見逃してもらったネズミが後日網に捕らわれたライオンを救出して感謝される「ライオンとネズミ」。U6ではネズミ穴に入ってしまった武勇のルーンを回収する手助けしたことをきっかけに、アバタールの同行メンバーとなる。U7では王立育児院で子供たちの面倒を見る遊び相手となっており冒険には同行しない。
ウィスプ(Wisp) ［登場：U4,U5,U6,U7］
U4,U5ではモンスターとして登場したが、実は異世界Xoriniaからの使者である。あらゆる情報の収集と交換を至上の価値と位置付けており、U6以降は彼らと会話することで重要な情報を得られるほか、唱えるとブリタニアの全生命体を死滅させる危険なアーマゲドンの魔法を貰うこともできた。善悪の概念を持たないため、情報さえ得られるならばアバタールともガーディアンとも同等に協力する。
スミス(Smith) ［登場：U4,U5,U6,U7］
人語を話す不思議な牡馬。剽軽な性格で、ヒントと称してシリーズ前作の重要情報を話し、アバタールの神経を逆なでするのを得意とする。
U4ではポーズの村にいたが、その後はイオロに飼われたらしく、U5,U6,U7では彼の家にいた。U9では数年前に起こった暴動に巻き込まれて死んでしまい、登場しない。
セントリ(Sentri) ［登場：U4,U5,U6,U7］
U4ではサーパンツ・ホールドを治める男爵として登場。U5以降は一介の戦士としてアバタールの冒険にたびたび同行したが、U4の彼と同一人物かどうかは不明である。
ジョン船長(Captain Johne) ［登場：U5,U6］
船が難破して地下世界に漂着した際、乗組員が発見したモンデインの宝珠のかけらに惑わされて全乗組員を殺害、その血を浴びた3つのかけらから三体のシャドーロードを生み出す結果となった。正気に戻ってからは自分の行いを悔い、罪を償うためにアバタールに同行を申し出る。(U5)
その後は船長稼業に戻っていたが、ガーゴイル族によるブリタニア侵攻が始まると、船長仲間たちに変人扱いされながらも単身ガーグランドに赴いてガーゴイルの文化や侵攻の理由を調査し、ガーゴイル族が必ずしも敵ではないことを突き止め、アバタールに彼らとの対話をうながす。(U6)
スーテック(Sutek) ［登場：U5,U6］
孤島で単身シャドーロードの研究を重ね、シャドーロードを完全消滅させる方法を突き止めた。(U5)
しかしながらシャドーロードの研究を通じて精神を病んでしまい、廃墟となったブラックソーン城に住み着いてあやしげな動物実験を繰り返すようになっていた。(U6)
クエントン(Quenton) ［登場：U6,U7］
スカラ・ブレイの漁師だったが何者かによって殺害され、幽霊となって街をさまよっていた。（U6）
U7でも死者の町となったスカラ・ブレイに登場し、ようやく事件の真相を語る。
ホランス(Horance) ［登場：U6,U7］
スカラ・ブレイ北の孤島に住む魔法使いの老人で、販売している魔法スクロールは攻撃魔法のみ。常に韻を踏んだ詩の形式で話すため内容は難解でなかなか要領を得ない。U7では不死になる研究に失敗して悪霊リッチになってしまい、住民を滅ぼす原因となってしまった。
ナンナ(Nanna) ［登場：U7, UW2］
ロード・ブリティッシュ城内の王立育児院で働く使用人で、城内の維持管理業務もこなしている初老の女性。
経済発展の下で地域社会の絆が薄れる中、人々の連帯を説くフェローシップ教団に共感して入信。しかし自身の強い信念ゆえであったため、彼女を手先として利用するためにガーディアンが「労働者が支配する世界を作ってやる」と持ちかけた取引は一蹴。
Underworld2で最も恐れられている存在。城内で使用人たちによる抗議ストライキが発生した際、会話で彼女の機嫌を損ねたままにしていると、ロード・ブリティッシュが使用人たちへの対応についていつまでも考え込んだままになり、必須シナリオがそれ以上進まなくなるというバグが起きる。
グレート・アース・サーパント(Great Earth Serpent) ［登場：U3, SI］
Serpent Isleを守護する三大蛇の筆頭格で、「秩序」を司るオーダーサーパント、「混沌」を司るカオスサーパントの間の「均衡」を司る大いなる地の大蛇。
エクソダスが居城の防御とするためにグレート・アース・サーパントをさらったことを契機として、Serpent Isleではオーダー軍とカオス軍の間で「不均衡戦争」(War of Imbalance）と呼ばれる大戦が勃発。長い膠着状態の末、最終的にカオスサーパントが倒されオーダー軍が勝利したものの、死んだカオスサーパントの魂が分裂して3体の悪霊「カオス・ベイン」を生む結果となり、その無差別大量虐殺により人口が激減。またそもそもカオスサーパントなしに単体では存在し得なかったオーダーサーパントも意識を失い、大蛇の加護を失ったSerpent Isleの旧文明は急速に衰退して滅亡した。
アバタールが長らく散逸していた神具を探し出し、均衡の大神官の儀式を執り行ったことで封印がとけて復活した。
ガラモン(Garamon) ［登場：UW1］
アバタールの夢の中に現れる魔術師の亡霊。アバタールをブリタニアに召喚し、弟の暴走を止めさせようとする。
「休息」をすると稀に現れ、ヒントや励ましの言葉をかけてくれる。物理的には、「ガラモンの骨」として登場するだけである。
デボン(Devon) ［登場：U8］
ガーディアンによって海に投げ込まれたアバタールを救う命の恩人。テネブレの海岸で漁師を営む、温和で度量の大きい人物。本人も知らない大きな秘密を抱えており、実は水の力を行使する契約を結ぶ「テンペスト」の正統な後継者である。
ミスラン(Mythran) ［登場：U8］
高原に住む魔法使い。巨人の力を借りない独自の魔法（秘術）を研究している。アバタールがモーゲイリンから脱出する方法を知る唯一の人物である。
マルチーア(Malchir) ［登場：U8,U9］
炎の巨人パイロスの力を借りる魔法使い「ソーサラー」たちの師匠。性格は非常に偏屈で攻撃的。モーゲイリンから脱出するのに必要なあるものを持っているため、アバタールはやむなく彼を殺してしまった。
U9では、パイロスをブリタニアへ召喚する方法を聞き出すために、彼の霊と会話することになる。
ビビドス(Bibidos) ［登場：U8］
地の巨人リソスの力を借りる魔法使い「ネクロマンサー」の一人。後に、ネクロマンサーの師匠となる。性格はいたって平凡。ネクロマンサーのなり手不足と、ある大きな問題について頭を抱えている。
彼の師匠ロシアンは寝たきりの状態にあるが、その力を侮ってはいけない。
アラミナ(Alamina) ［登場：U8］
テネブレの王宮で働いている召使。宰相のサルキンドに小姑的なイジメやセクハラを受けながらも、一生懸命に働いている。あるイベントでお世話になる。
デボンにあこがれている。
サムヘイン(Samhayne) ［登場：U9］
海賊の根城バッカニアーズ・デンを仕切っている顔役の男性。ガーゴイル戦争時にエセリアル虚空間に戻されたはずのコデックスをなぜか所持しており、これを交換条件にアバタールと取り引きするといった狡猾な面も見せるが、無数の孤児を引き取って養子にしたり、人買いに売られた少女を助けるなど根は慈悲深い人物。
実はガーディアンから脅迫されており、バッカニアーズ・デンを守るためにガーディアンの指示に従ってアバタールと接触したが、後にアバタールにすべてを打ち明ける決心をしたためにガーディアンに連れ去られて殺された。
レイヴン(Raven) ［登場：U9］
サムヘインの部下の若い女性。彼の命令でアバタールに同行し、アバタールとの冒険を通じて次第に愛情を育むようになる。
レイヴン自身も知らされていなかったが、サムヘインの実の娘だったことが彼の死の間際の告白で明らかになる。

### 主要悪役
モンデイン(Mondain) ［登場：Akalabeth,U1,U6,UO］
暗黒の力を生み出す不死の宝珠「ブラックジェム」の力でソーサリアを支配しようとした悪の魔法使い。そのブラックジェム内にソーサリアの投影を閉じ込めることで完全に支配することに成功したが、まだその強大な力を手に入れる以前の千年前の時にさかのぼった勇者（後のアバタール）に倒された。U4では彼の遺物である頭蓋骨がアイテムとして登場する。また、U6では「統制」の原理の体現者としてガーゴイル世界で祀られていた。ただし、「自分自身を統制できなかった」失敗例でもある。
ミナックス(Minax) ［登場：U2,U6］
モンデインの弟子で妻（愛人?）でもあった魔女。モンデインを殺した主人公に復讐するため地球を襲撃。歴史が始まる以前の「伝説の時代」から地球の歴史に介入して操作し、破滅に導こうとした。U6では「情熱」の原理の体現者としてガーゴイル世界で祀られていた。ただし、「情熱に流されてしまった」失敗例でもある。
エクソダス(Exodus) ［登場：U3,U6,U7FoV］
モンデインとミナクスが生み出した謎の存在。ミナクスの死から二十年後、Isle of Fire（炎の島）とともに海中から出現すると、ソーサリアの侵略を開始した。正体は、モンデインが未来世界から持ち帰ったコンピューターだった。U6では「勤勉」の原理の体現者としてガーゴイル世界で祀られていた。ただし、「目標無き勤勉だった」失敗例でもある。
ダークコア(Dark Core) ［登場：U7FoV]
Isle of Fireに残されていたエクソダスの中枢部分。Isle of Fireの再浮上とともに活動を再開しようとしたが、アバタールによってエセリアル虚空間に追放された。
シャドーロード(Shadowlord) ［登場：U5,MD］
ブラックジェムの破片から生まれた三体の悪霊。地下世界に迷い込んだロード・ブリティッシュを幽閉し、代理としてブリタニアを治めるブラックソーンを陰で支配していた。愛、真実、勇気の三原理の対極が具現化した姿でもある。
アスタロス(Astaroth)
「愛」の対極、「憎悪」の化身。
ファウリネイ(Faulinei)
「真実」の対極、「虚偽」の化身。
ノスフェンター(Nosfentor)
「勇気」の対極、「臆病」の化身。
ロード・ブラックソーン(Lord Blackthorn) ［登場：U5,UO,U9］
ロード・ブリティッシュの不在時に、代理としてブリタニアを統治していた重臣。シャドーロードに操られ、極端に曲解した徳の実践を強制する悪政を敷いて国民を苦しめたが、シャドーロード消滅後は正気に返り、国家を混乱させた罪を受け入れて自らエセリアル虚空間に消えた（U5）。だが、今度はそこでガーディアンに見入られ、彼の配下となってしまう。ガーディアンに新たな力を与えられてブリタニアへ帰ってきたブラックソーンはまたも悪の限りを尽くすが、最後にはガーディアンからも見放され、ロード・ブリティッシュとの一騎討ちで倒された（U9）。
ガーゴイル(Gargoyle) ［登場：U3,U5,U6,U7,SI,U9］
U3,U5ではただのモンスターの一種だった。U6からは赤い肌をしたヒューマノイドで、地下世界ガーグランドからブリタニアへ侵攻し徳の神殿を占拠、さらに冒頭でアバタールを処刑しようとしていた。このため、ブリタニアでは新たな悪の化身として認識されており、ロード・ブリティッシュもアバタールにガーゴイルの討伐を命じていたが、アバタールが入手したガーゴイルの文献が解読されたことにより、意外な事実が判明する。
実は彼らは独自の文明・言語・文字を持ち、ブリタニアとは異なる3原理と8徳を信奉する知的生物であり、ブリタニアへの侵攻も、自分たちの世界であるガーグランドの崩壊を防ぐための自衛戦争であった。ガーグランド崩壊の原因はU4でアバタールが地下世界にあったCodex of Ultimate Wisdomを持ち帰ったことであり、そのために彼らは自分達の所有物であったCodex of Ultimate Wisdomを盗み、さらにガーゴイルの住む世界を破滅に追いやった大罪人としてアバタールを抹殺しようとしていたのである。
後にアバタールの贖罪によりブリタニアと和解したが、U9ではガーディアンの影響により発生した独立派が後述の海底都市・アンブロシアに移住する。
ロード・ドラクシヌソム(Lord Draxinusom)［登場：U6,U7］
ガーゴイルの王。ガーグランドの危機を救うための生贄とすべくアバタールを召喚した張本人だが、本来は理性的な人物である。U6の最後でロード・ブリティッシュと和解し、ガーグランド崩壊後はターフィンに移住して苦労しながらもガーゴイルたちをまとめていた。
ロード・バサグラーレム［登場：U9］
ガーゴイルの王だが、前述の独立派によって追放される。コデックスを「人間とガーゴイルの共有財産」と認めた人物でもある。
フェローシップ教団(the Fellowship) ［登場：U7,SI］
ガーゴイル戦争の終結後にブリタニアで一大勢力となった新興宗教団体。ブリタニア各地に支部を置き、慈善事業などの社会奉仕活動を通じて信者を増やす一方、その実体はガーディアンの手先となって国家転覆を目論む反体制組織。陰では教団にとって邪魔な人物や教団の危険な正体に気づいた人々を次々に暗殺し、ロード・ブリティッシュやアバタールの暗殺計画も企てていた。
「Strive for unity（連帯のための闘争）」「Trust thy brother（汝の兄弟を信ぜよ）」「Worthiness precedes reward（報われるためにはまずふさわしくあれ）」という3つの教義を掲げ、各自の「内なる声」（実はガーディアンの声）に耳を傾け、その言葉に従うべきことを説いていたが、その真の意図はガーディアンにとって操りやすい人々を大量生産し、ガーディアンをブリタニアに召喚する「ブラックゲート」建造に動員することであった。
アバタールの活躍によってその実態が明らかになり、ロードブリティッシュによって非合法化され解散。
なお、フェローシップの名前の由来は、作者リチャードが愛読しウルティマの世界設定にも大きな影響を与えた「指輪物語」の第2部「指輪の仲間（The Fellowship of the Ring）」からである。
バトリン(Batlin) ［登場：U7,SI］
フェローシップの教祖で、Elizabeth、Abrahamと並ぶ教団創設者のひとり。温厚な宗教者としての表の顔を持つ一方、裏ではガーディアンの手先となってその計画の全てを指揮していた。
U7のマニュアルは入信者のために彼が著したパンフレットの体裁をとっており、表面上は徳やアバタールを礼賛するように見せかけながら、実際はそれらへの誤解、偏見を巧妙に植え付ける内容になっている。
アバタールによってブラックゲートを破壊された際に逃亡し、ガーディアンの指令でSerpent Isleに脱出。超常気象によるブリタニア破壊を企てていたが、やがて自らガーディアンに匹敵する力を得る野望を持つに至り、自らの体に取り込むため、封印されていた悪霊Chaos Baneの力を解放。しかし既に彼の変節を察知していたガーディアンの罠にかけられ死亡した。
フック(Hook) ［登場：U7］
鉤爪状になった片腕の義手が特徴の海賊。U7冒頭の殺人事件の容疑者として早くから浮かび上がっており、実際に一連の事件の犯人である。正体はフェローシップの裏の大幹部で、教団にとって邪魔な人間の暗殺を請け負う殺し屋だった。
四大巨人(Titans) ［登場：U8］
モーゲイリンを支配させるためにガーディアンが生み出した四体の巨人。地水火風の四大元素が具現化した姿であり、強大な力を持っている。モーゲイリンにおける魔法のほとんどは彼らの力を借りて行うものである。力の源であるブラックロックの石片をアバタールに奪われたことにより消滅した。
リソス(Lithos)
大地と生命の力をつかさどる地の巨人。傲慢不遜な性格の持ち主。
ハイドロス(Hydros)
水と嵐の力をつかさどる水の巨人。狡猾な性格の持ち主。
ストラトス(Stratos)
大気と癒しの力をつかさどる気の巨人。慈愛に満ちた性格の持ち主。
パイロス(Pyros)
炎の力をつかさどる火の巨人。暴力的で残虐な性格の持ち主。U9ではアバタールの召喚に応えて出現し、アバタールをアビスへ引きずり込んだ。
ガーディアン(Guardian) ［登場：U7,SI,U8,U9］
「守護者」の名を持つ悪の権化で、赤い鱗に覆われた巨人のような姿をしている。エセリアル虚空間を本拠地として、ペイガン世界を始め、多くの異世界を手中に収めて支配下に置いてきた。
タイムロード同様に直接世界に干渉する力は持たないが、精製された魔導鉱物ブラックロックを媒介とすることで強大な魔力を行使することができる。また遠隔透視能力やテレパシー能力を持つため、アバタールを始め人々の行動を逐一監視し、また人の内心に直接語りかけてきたりもする。そのため新たな世界を征服する際は力を直接行使することはできず、多くの場合はまず心に弱さを抱えた人間を言葉で惑わせて手先とし、ブラックロックの精製を行わせる手法を取る。
U7ではバトリンを操り、フェローシップ教団を使って自身をブリタニアへ召喚するブラックゲートを作らせようとしたが、アバタールの妨害にあって失敗したため、SIの最後でアバタールを既に支配下にある異世界ペイガンへ放逐。アバタール不在の間に再度ブラックゲートを完成させてブリタニアに出現することも可能となり、U9ではエセリアル虚空間にいたブラックソーンを配下におさめて本格的な侵攻を開始。背徳の波動を放つ巨大なブラックロック柱を出現させ、人々の心を悪に傾けると同時に二つの月をブリタニアへ引き寄せて衝突させ、最大の破滅をもたらそうとした。
正体は主人公がアバタールに昇華した際に切り離された悪の心の部分がエセリアル虚空間で実体化した存在であり、いわばアバタールの分身である。そのため、アバタールによる攻撃では倒すことができず、ガーディアンへの攻撃のダメージは全てアバタール自身に返ることになる。それはガーディアンにとっても同様らしく、ブリタニア征服を妨げる最大の要因であるアバタールを殺そうとはせず、自身の力を見せ付けたり敢えて自分を攻撃させるなどして無力感を味わわせ、反抗する力を奪おうとしていたようである。
U9の最後では、アバタールとコンパニオンの協力により柱は無力化され、月の衝突は未然に防がれる。そしてアバタールのアーマゲドンの呪文で解体され、アバタールと再統合して昇天。アバタールとともに永遠にブリタニアから姿を消した。
※U5,U6に登場するCodex of Ultimate Wisdomの門番も同名である。
数々の独立系ゲーム開発スタジオの買収を通じてコンピューターゲーム市場への支配を拡大していくエレクトロニック・アーツ社の暗喩であり、初登場となるU7に登場するフェローシップ教団幹部のElizabethとAbrahamの頭文字は同社略称である「EA」となるほか、同様にU7でガーディアンがブリタニア世界に干渉するために送り込んだ3基の巨大ブラックロック装置の形状は、当時のエレクトロニック・アーツ社のロゴ意匠である立方体・球体・正四面体となっている。

## 世界設定

### 徳と原理

#### 三つの原理
- 愛(Love) - 「いかなる時でも、いかなるものをも、いとおしませるもの」。象徴色は黄。
- 真実(Truth) - 「全てが虚構であったとしても、唯一残る絶対のもの」。象徴色は青。
- 勇気(Courage) - 「いかなる危険に出会っても、そこに踏みとどまらせるもの」。象徴色は赤。

作中では『オズの魔法使い』で主人公の仲間達が求めたものを三つの原理に重ねる描写がある（案山子が求めた頭脳→真実、ブリキの樵が求めた心→愛、ライオンが求めた勇気）。

#### 八つの徳
| 名前                  | 原理           | シンボル   | 色 | マントラ | 説明                                                                                 |
| --------------------- | -------------- | ---------- | -- | -------- | ------------------------------------------------------------------------------------ |
| 慈悲 (Compassion)     | 愛             | ハート     | 黄 | MU       | 「あらゆる生命に対して区別なく共感する心」                                           |
| 誠実 (Honesty)        | 真実           | 広げた手   | 青 | AHM      | 「真実に対する無条件の尊敬」 「己も他人も決して裏切らない精神」                      |
| 武勇 (Valor)          | 勇気           | 剣         | 赤 | RA       | 「己の信念に基づいて行動する勇気」                                                   |
| 名誉 (Honor)          | 真実・勇気     | 杯         | 紫 | SUMM     | 「何ものにも惑わされず、真実のために立ち上がる精神」                                 |
| 献身 (Sacrifice)      | 愛・勇気       | 涙粒       | 橙 | CAH      | 「愛の名のもとに&身を捧げる勇気」                                                    |
| 正義/公正さ (Justice) | 愛・真実       | 天秤       | 緑 | BEH      | 「愛に裏付けされた、真実に献身する心」                                               |
| 霊性 (Spirituality)   | 愛・真実・勇気 | アンク     | 白 | OM       | 「内なる存在に目を向け、真実と愛と勇気をいかに受け止めるべきかを考える心」           |
| 謙譲 (Humility)       | なし           | 羊飼いの杖 | 黒 | LUM      | 「与えられた価値観によらず、持って生まれた価値を見抜くことで、人のありかたを知る心」 |

※徳に関連する色は基本的に「勇気」を赤、「愛」を黄、「真実」を青とした、色の三原色の配合で決められている。その場合「霊性」は黒になるはずであるが、ここだけ光の三原色の場合のように「霊性」が白、「謙譲」が黒となっている。

### 地理

#### ブリタニア(Britannia)
U1 - U3までは「ソーサリア(Sosaria)」と呼ばれる世界だったが、U4でロード・ブリティッシュ王が国名を「ブリタニア(Britannia)」と改めたことから、そのまま世界の名前となった。
U1では4つの大陸からなる世界だったが、モンデインの宝珠が砕けたときにロード・ブリティッシュの治める大陸以外が別次元へ消失。さらにU3でエクソダスが滅びたときに大きな地殻変動があり、U4からは地形がほぼ固定となったが、U9ではガーディアンの影響によりまたも地殻変動が発生した（ただ、U3→U4期程では無かった）。
なおU1-U9の各パッケージには、リチャードの強い要望により布製のゲーム世界地図が同梱されていた。それらの地図には、作中の設定上“知られていない場所”を除いた街や島などが描かれており、作中で使われるルーン文字で地名などが記されている。後年発売された総集編などには同梱されていない。

##### 八徳の都市
ブリテイン(Britain)
ブリタニア本島の中央に位置する、「慈悲」の徳を信奉する街。ロード・ブリティッシュ城の城下町でもあり、ブリタニアの首都と言える。
吟遊詩人が集まることから音楽ギルドが存在する。また、劇場や博物館などの文化施設もある。
ムーングロウ(Moonglow)
ブリタニア北東のベリティー島に位置する、「誠実」の徳を信奉する街。ライキュームや天文台などの研究施設があり、真実を追求する魔法使いたちが集まっている。
ジェローム(Jhelom)
ブリタニア南西のバラリアン諸島に位置する、「武勇」の徳を信奉する街。U9では地殻変動によって火山に飲み込まれてしまったが、新たな街「バロリア(Valoria)」として火口付近に再建された。
トリンシック(Trinsic)
ブリタニア本島の南に位置する、「名誉」の徳を信奉する街。誇り高き騎士（パラディン）たちの街であり、城壁に囲まれた堅固な造りが特徴であったが、ガーディアンの起こした地殻変動によって街全体が水没、水上都市として再建された。
ミノック(Minoc)
ブリタニア本島の北部に位置する、「献身」を信奉する街。職人と芸術家のギルドがある。
ユー(Yew)
ブリタニア本島の北西部に位置する、「正義」を信奉する街。大森林ディープ・フォレストに囲まれ、森を愛するドルイド僧たちが住んでいる。公正さの街らしく裁判所・刑務所があり、U5などで悪事を働くとここに投獄される。U7の時期は拡大した沼地に飲み込まれて街自体が消滅していたが、後に樹上都市として復興。
スカラ・ブレイ(Skara Brae)
ブリタニア西の島に位置する、「霊性」を信奉する街。
災厄に見舞われることが多く、U7では悪霊リッチと化した魔法使いホランスの退治に失敗して街全体が焼失、住民が死に絶えた。U9でも人々がガーディアンに抵抗したため怒りを買い、凄まじい力によって一瞬で焼き尽くされてしまった。
Skara Braeはバーズテイルの舞台となる街であり、ロー・アダムスのU4への関与を偲ばせる。ウィザードリィ4でもこの街の名が出てくる。
ニュー・マジンシア(New Magincia)
ブリテインの東の洋上に位置する、「謙譲」を信奉する街。本来のマジンシアは豪商の街だったが、住民の驕りから起こった戦争で滅びてしまい、幽霊が彷徨う廃墟となっていた（U4）。
その後、ロード・ブリティッシュによって再建され、羊飼いなど質素で謙虚な暮らしを営む人たちが住む町として再興したものの、ガーディアンの起こした地殻変動によって島の大半が崩壊し、再び廃墟となった。

##### 三原理の施設
エンパス・アビー(Empath Abbey)
愛の原理を信奉する修道院。U4,U9では愛の原理のシンボルである「愛のろうそく」が安置されていた。
ライキューム(Lycaeum)
真実の原理を信奉する知の殿堂。U4,U9では真実の原理のシンボルである「真実の本」が安置されていた。
サーパンツ・ホールド(Serpent's Hold)
勇気の原理を信奉する要塞。U4,U9では勇気の原理のシンボルである「勇気の鐘」が安置されていた。

##### その他都市
ポーズ(Paws)
ブリテインの南に位置する村。 小麦、野菜、肉、馬などの産地として知られ農業や手工業が発達していたが、ブリテインの経済発展に伴って過疎化が進行。U7ではフェローシップ教団の貧民救済所が置かれ、アバタールが死ぬとここに運ばれて蘇生された。U9では毒沼に覆われて村としては機能しておらず、慈悲の心を失ったブリテイン市民による病人や怪我人の追放先となっていた。
コーブ(Cove)
ブリテインの北東、ロック湖近辺にある村。U4では徳に詳しい賢者たちが集まる隠れ里で、船で海上の渦に突入することで到達できた。U9では移転してミノックと合併していた。
ベスパー(Vesper)
ブリタニア大陸の東に位置する砂漠の村。U6では消滅していたものの、U7ではブリタニア鉱山会社の鉱山町として栄え、人間やガーゴイルの多くの労働者が居住していた。U9では再び消滅。
バッカニアーズ・デン(Buccaneers Den)
海賊や盗賊、闇商人など無法者たちの活動拠点となっている洋上の街。U7ではフェローシップ幹部のアジトがあった。
ターフィン(Terfin)
人間たちと和解したガーゴイルたちの移住先として、ブラックソーン城跡に建設された都市（U7）。U9ではガーディアンの本拠地になっていた。
アンブロシア(Ambrosia)
U9で人間たちとの交流に反対するガーゴイルたちが造った海底都市。ガラス状の物質で出来たドームに覆われている。
だが、致命的な設計ミスにより結果としてガーゴイルは存亡の危機に立たされる。

##### ダンジョン
デスパイズ(Despise)
「慈悲」に対する背徳「軽蔑」を意味する迷宮。王都ブリテインに近く、主に序盤に訪れることになる。
デシート(Deceit)
「誠実」に対する背徳「欺瞞」を意味する迷宮。
デスタード(Destard)
「武勇」に対する背徳「卑劣」を意味する迷宮。ドラゴンやドレイクなどの竜族の棲み処になっている。
シェイム(Shame)
「名誉」に対する背徳「恥辱」を意味する迷宮。
コブトス(Covetous)
「献身」に対する背徳「貪欲」を意味する迷宮。
ロング(Wrong)
「正義」に対する背徳「不正」を意味する迷宮。かつて監獄として整備された。
ヒスロス(Hythloth)
「謙譲」と対になるダンジョンだが、「謙譲」に対する本来の背徳は「高慢」(Pride)であり、hythlothはOEDにも載っていない。
アビス(Abyss)
「霊性」に対する背徳「奈落」を意味する迷宮。

#### アンブロシア(Ambrosia)
U3に登場する異世界。ソーサリアとは、互いの海上にある渦に入ることで往来可能になっている。ソーサリアで失われたとされる4つの神殿が存在していたことから、後述のサーペントアイルと同じく別次元へ移動したソーサリアの一部の可能性がある。
U7、U9に同名の島や海底都市が登場するが、いずれもこの異世界に因んで名づけられた別物と思われる。なお、Ambrosiaの語源は「神の食物」を意味するギリシア語である。

#### ガーグランド(Gargland)
U6に登場する地下世界（正確には平行世界）で、ガーゴイル族が居住していた。Codex of Ultimate Wisdomを奪われたことで崩落が始まり、結局アバタールの尽力によっても崩壊が止まることはなく、ガーゴイル族はブリタニアへの移住を余儀なくされた。ブリタニアとはダンジョン（ヒスロス）で繋がっていた。

#### サーパントアイル(Serpent Isle)
SIの舞台となる世界で、独自の文化と哲学思想を持つ都市を形成している。ブリタニアとは海上にそびえる蛇の柱(Serpent Pillars)を通じて繋がっているが、一方通行になっていてサーペントアイルからブリタニアへ行くことはできない。
元はモンデインの宝珠が破壊されたときの大変動によって別次元へ移動した、ソーサリアの旧大陸the Lands of Danger and Despairである（マップの地形がU1と一致し、2つの城が遺跡として残っている。ウルティマオンラインでも徳の諸島として登場した）。住民たちはかつてロード・ブリティッシュが開始した徳の啓蒙政策を価値観の強制であるとして反発し、魔導士Erstamに率いられ、新天地を求めて移民してきた人々の子孫である。このため、この世界ではロード・ブリティッシュは独善的な暴君ビースト・ブリティッシュ（Beast British）として嫌悪されている。
彼らは当初この地をニューソーサリア(New Sosaria)と名付けたが、各地に残された蛇を崇める文明の遺跡が発見されるにつれ、いつしか「サーパントアイル」と呼ぶようになった。
モニトー(Monitor)
双子都市Montor EastとMontor West出身の騎士たちが建てた町。通貨単位はモネタリ。
騎士たちは外敵ゴブリンと交戦中である一方、Wolf, Bear, Leopardの三騎士団に分かれて勢力争いを繰り広げている。「騎士の試練」を成し遂げて「騎士」となった者だけが一人前の市民として認められる。死者を火葬で葬る風習がある。
フォーン(Fawn)
海上の商業都市Fawnからの移民が建てた白亜の洋上都市。「美」を最大の美徳としており、市の運営は美の女神像からの神託に従って行われている。通貨単位はフィラリ。
ムーンシェード(Moonshade)
魔法都市Moon出身の魔法使いたちが建てた町。魔法の素養がある者（Adept）に素養のない者(Mundane）が服従する階級社会となっており、魔法使い達の互選によるメイジロード（Mage Lord）が最高権者として君臨する。通貨単位はギルダー。
眠れる牡牛亭（Inn of the Sleeping Bull）
モニトーとフォーンを結ぶ街道沿いの宿場で、ムーンシェード行きの定期航路の発着場もある。その交通の便ゆえに、各地からの様々な人々が逗留している。シャミノの城について唄う詩人も居る。
モンク島（Monk Isle）
この世界に終末の危機が迫る時に「異世界からの英雄」アバタールが現れることを予知したXenkaの予言を守るゼンカ修道団（Xenkan Monks）が、厳しい戒律に従って修道院生活を送っている。
シャミノの城(Castle of Shamino)
U1時代のシャミノの城が遺跡として残っており、ある幽霊がシャミノへの恨みを残して彷徨っている。

#### モーゲイリン
U8の舞台となる異世界。謎の侵略者"デストロイヤー"(Destroyer)が現れた際に、これを撃退したとしてガーディアンと四大精霊が救世主として崇拝されているが、実は"デストロイヤー"とはガーディアン自身であり、ガーディアンが手先の四大精霊を送り込んでこの世界を支配するための自作自演劇だった。
その際の天変地異によりかつての大陸の大半は水没し、運良く生き残った人々が活火山を中心に残されたわずかの陸地にへばりつくように生活している。また太陽が昇ることもなくなったため、永遠の黄昏に閉ざされた暗黒世界となっている。
テネブレ(Tenebrae)
モーゲイリンで唯一の町。水の大精霊ハイドロスの力を行使するテンペストであるレディー・モーディアが圧政を行っている。

#### エセリアル虚空間(Ethereal Void)
地球やブリタニアをはじめとしてさまざまな異世界が浮かぶ、エーテルによって満たされた異空間。
タイムロードやSerpent Isleを守護する3体の蛇、ガーディアンなど生命を超越した意識体は通常ここに存在していることが多い。なおブリタニアの徳の神殿のうち霊性の神殿はエセリアル虚空間内に浮かべられており、ブリタニア本土からはムーンゲートによってのみ行くことが可能となっている。
ちなみにブリタニアにおける魔法とは、このエセリアル虚空間から流れ込むエーテルの流れを、呪文や秘薬を媒介として操ることによって強力なパワーに変換する技術である。

### 種族
U1-3のソーサリア世界には人間の他にもエルフやドワーフなど様々な種族が存在しており、プレイヤーキャラとして選択することも可能だった。
人間(Human)
一般的なブリタニア（ソーサリア人）の外見は地球のアングロ・サクソン人と酷似する。まれに南方系や東洋系と思しき風貌を持つ人物も登場している。
エルフ(Elf)
U1-3に登場。細身で素早さや器用さに優れ、賢明さで劣る。ファミコン版では「妖精」。
ドワーフ(Dwarf)
U1-3に登場。背は低いが腕力や体力に優れ、知力で劣る。ファミコン版では「獣族（けものぞく）」。
ボビット(Bobbit)
U1-3に登場。不器用だが賢明さに秀でる小柄で温和な種族。ホビット（Hobbit）ではない。ファミコン版では「小人族」。
ファジー(Fuzzy)
U3に登場。素早さと知力に秀でるが力は劣る。ファミコン版では「魔族」。

### 職業
最初のU1から登場している職業は、ファイター、クレリック、ウィザード、シーフの4種類。後のU3では、その4種類も含めて全部で11種類になり、性別でグラフィックが変わるようになっている。ファミコン版「ウルティマ 恐怖のエクソダス」では、容量の都合上により性別が職業で固定されている。
※【 】内は、ファミコン版「ウルティマ 恐怖のエクソダス」での職業名、性別。
ファイター (Fighter) 【戦士、男】
全ての武器・防具が使えるが、それ以外の特徴はない。
クレリック (Cleric) 【シスター、女】
すべてのクレリック系（法力系）呪文を使える唯一の職業。ダンジョン脱出や死者の蘇生など、パーティの生命線になる。
ウィザード (Wizard) 【魔術師、男】
すべてのウィザード系（魔法系）呪文が使える唯一の職業。火力が凄い分消耗も激しく、MPが尽きると何もできなくなるのが弱点。
シーフ (Thief) 【盗賊、男】
盗みや罠解除の成功率が他の職業よりも高く、宝箱係やダンジョンでの先頭役として最適。お金が命の本作では、パーティの大黒柱的存在。
パラディン (Paladin) 【騎士、女】
中位までのクレリック系（法力系）魔法が使える戦士。ダンジョンの移動や宝箱開けを魔法でサポートできるのが特徴。
ラーク (Lark) 【詩人、女】
中位までのウィザード系（魔法系）魔法が使用可能の戦士だが、防具がCloth(布の服)しか装備できないのが欠点。強さが低いうちは、最初はMittar(メドラ)などで攻撃して、MPが切れたら飛道具に切り替える戦法が有効。
バーバリアン (Barbarian) 【山賊、男】
盗賊スキルを持った戦士。盗賊より良い武器を装備できるが、武器による攻撃力の差はあまり大きくない。
イリュージョニスト (Illusionist) 【魔女、女】
盗賊スキルと中位までのクレリック系（法力系）魔法が使用可能。ほとんどMPが半分しかないクレリックに等しく、さらに遠隔攻撃の手段がDagger(ナイフ)投げとPontri(クーン)くらいしかないので、レベル上げが最も辛い職業。
アルケミスト (Alchemist) 【化学者、男】
盗賊スキルと中位までのウィザード系（魔法系）魔法が使用可能。これもMPが半分しかないウィザードに等しい。
ドルイド (Druid) 【僧侶、男】
クレリック系（法力系）、ウィザード系（魔法系）両方の中位魔法が使えて、さらにMPの回復力が二倍という特性も持っている。
レンジャー (Ranger) 【レンジャー、男】
強い武器防具が装備できて、クレリック系（法力系）、ウィザード系（魔法系）の魔法が使え、さらに盗賊スキルもあるという万能職業。ほとんどの職業の上位互換になってしまうという、ある意味で問題のある職業。唯一の欠点は最大MPを上げるコストの高さで、魔法を使えるようになるまでは時間がかかること。

### 代表的なモンスター
バルロン(Balron) ［登場：U1,U2,U3,U4］
悪魔の一種で、眠りなどの魔法による攻撃を得意とする。
コープサー(Corpser) ［登場：U6,U7］
地面から触手だけを出し、通りかかった人間を引きずり込んで捕食するモンスター。火に弱いとされている。
サイクロプス(Cyclops) ［登場：U1,U4,U6,U7］
洞窟などに住む単眼巨人のモンスター。U6では人間の子供を拾って育てる温和なものも登場した。
デーモン(Daemon) ［登場：U1,U3,U4,U5,U6,U8,U9］
いわゆる悪魔で、ダンジョンの下層などに現れる。魔法を駆使し、ドラゴンと並ぶ強敵。
敵によって召喚されることもある。逆に召喚し、敵を攻撃させることも可能である(U5,U6,U8)。
ドラゴン(Dragon) ［登場：U3,U4,U5,U6,U7,U9］
RPGの代表とも言えるモンスター。ブレスによる遠隔攻撃や飛行能力などを持つ強敵である。
ドレイク(Drake) ［登場：U6,U7］
ドラゴンよりも小型の竜で、ドラゴンの幼体とも言われる。強さはドラゴンに劣るが、同じようにブレス攻撃を仕掛けてくる。
エティン(Ettin) ［登場：U1,U4,U5］
双頭の人間型モンスター。投石によって遠くから攻撃を仕掛けてくることがある。
ゲイザー(Gazer) ［登場：U4,U5,U6,U7,U9］
宙に浮かぶ巨大な目玉。魔法による攻撃を得意とする。
ゴースト(Ghost) ［登場：U4,U5,U6,U7,U8,U9,UW,UW2］
墓地などに出現する幽霊。実体がないため半透明で見にくく、壁などのオブジェクトをすり抜けてくる。また、通常の武器による攻撃は効果が薄いか全く効かないこともある。魔法や、魔法を帯びた武器による攻撃が有効である。
グレムリン(Gremlin) ［登場：U1,U2,U3,U4,U5,U6,U7］
ダンジョンや森林に住む邪悪な小鬼。相手の食料や持ち物を奪うことがある。U3ではダンジョンの罠として特定の場所に現れる。
ヘッドレス(Headless) ［登場：U4,U5,U6,U7］
首のない人間のような姿をしたモンスター。強敵ではないが、その不気味な姿のために印象は強い。魔法使いによる生体実験の失敗作として生まれたとも言われている。
リッチ(Liche) ［登場：U1,U2,U4,U7,U9］
アンデッドと化した魔法使い。不死身の体とさらなる魔力を得るため、自ら変身したケースが多く、強力な魔法を使いこなす。
ミミック(Mimic) ［登場：U1,U4,U5,U6,U9］
宝箱に擬態して、開けようと近づいた人間を襲うモンスター。
モングバット(Mongbat) ［登場：U5,U6,U7］
コウモリの翼を持ったサルのモンスター。
オーク(Orc) ［登場：U1,U2,U3,U4,U5］
豚のような醜い顔をした邪悪なヒューマノイド。
リーパー(Reaper) ［登場：U4,U5,U6,U7］
木の姿をしたモンスター。動くことはないが、遠くから強力な魔法を使って攻撃してくる。
サーペント(Serpent) ［登場：U2,U3,U4,U5,U6,U7,U9］
海に棲むドラゴンの一種で、シーサーペント（Sea Serpent）と呼ばれることもある。炎や水のブレスで離れたところからも攻撃してくる。
スケルトン(Skeleton) ［登場：U1,U2,U3,U4,U5,U6,U7,U8,U9］
魔法使いなどによって生命を与えられた白骨のモンスター。U1-9の全シリーズに登場している。U8,U9では倒されても時間が経つと復活する強敵になった。
スライム(Slime) ［登場：U4,U5,U6,U7］
ダンジョンや沼地に現れる粘液状生物。一般的なRPGでは弱いモンスターとして認識されているが、本シリーズのスライムは液状の性質を利用して分裂する強敵になっている。
ティラノサウルス(T-Rex) ［登場：SE］
ジャングル最強の恐竜。あるアイテムを使用して倒すことになる。
トロル(Troll) ［登場：U2,U3,U4,U5,U6,U7,U8］
主に橋のそばに住み、通りかかった人を襲ったり通行料を要求したりする。戦いの際には、投げ斧などの飛び道具を使用することがある。
ゾーン(Zone) ［登場：U1,U4］
巨大な頭と足だけの姿をした、正体不明の生物。壁を通過し、倒すと死体も残さず消滅するという。

## 移植版

### ナンバリングタイトル

#### 第1作
- 『ウルティマ1/Ultima I The First Age of Darkness』 1988年 PC98/PC88SR（ポニカ）、1989年 MSX2（ポニーキャニオン）※グラフィックなどがアップグレードされたリニューアル版

#### 第2作
- 『Ultima II』1985年 PC88/FM-7（スタークラフト）
- 『ウルティマ2/Ultima II The Revenge of the Enchantress』 1989年 PC98/PC88SR（ポニカ）、MSX2（ポニーキャニオン）※グラフィックなどがアップグレードされたリニューアル版

#### 第3作
- 『EXODUS Ultima III』1985年 PC88、1986年 FM-7（スタークラフト）
- 『ウルティマ3/Ultima III EXODUS』 1989年 PC98/PC88SR（ポニカ）、MSX2（ポニーキャニオン）※グラフィックなどがアップグレードされたリニューアル版

##### ウルティマ 恐怖のエクソダス
1987年10月9日、"Ultima III"の移植版としてポニー（PONICAブランド）よりファミリーコンピュータ（ファミコン）用として発売。発売同年に開催の夢工場'87には、作者のリチャード・ギャリオットも来日しサイン会を開いたりもした。翌1988年にはMSX2用ROMカートリッジ版も発売された。
シナリオについては秋元康が監修・アレンジ、音楽は後藤次利が手掛けている。
当時、ファミコンでは『ドラゴンクエストII』の大ヒットによってRPGがブームとなり、各社からRPGソフトが次々と発売されていったが、本作もそのRPGブームのさなかで発売された。ファミコンのRPGで4人パーティ制やキャラクターメイキングのシステムが取り入れられたのは本作が初であった。
また、本作にはイメージソング『ハートの磁石』を歌った日髙のり子が町の中でゲスト出演している（この曲名はオリジナルアイテムの名にも使われ、入手には日高が関わる）。
上記オリジナルアイテムの採用、ドラゴンクエストシリーズなどと同様のマルチウィンドウシステムが採用されている、などの違いはあるものの、比較的忠実な移植ではある。ただし秋元康の監修により、セーブする店の名称が「セーブデパート」になっていたり、会話メッセージがウルティマの世界にそぐわない台詞にほとんど書き直されているなど、テキストについては大幅な改変がなされている。キャラクターの種族や職業についても日本語に言い換えられており、性別は職業によって固定されている。
また、エンディングの演出も変更されており、ラスボスを倒して崩壊する城から脱出するとそのままエンディングロールになって終了する。

#### 第4作
- 『ウルティマ4/Ultima IV Quest of the Avatar』1987年 PC98/PC88SR/FM-7/X1/MSX2、1988年 X68000（ポニカ）、1992年 FM TOWNS（富士通）

##### ウルティマ 聖者への道
1989年9月20日、ポニーキャニオンよりファミリーコンピュータ用として発売。"UltimaIV"の移植版。発売時に日本で放映されたTVCMには、作者のリチャード・ギャリオット本人が王様のロード・ブリティッシュに扮して出演していた。
特徴や相違点は以下の通り。
- ハードウェアの制約上パーティの最大人数は4人で、残り4人はブリティッシュ城地下の「旅人の部屋」で待機、主人公以外はそこで入れ替えが可能。
- 食糧の概念を廃止。アイテムや魔法にも廃止や追加をされたものが多数ある。
- アバタール・コンパニオンの一人ジュリアは、本作では筋骨隆々の男性ジュリアスとして登場していた。
- アバタール・コンパニオンの一人マリアは女性なのだが、説明書などのイラストでのみ老人の魔法使いが描かれている。
- 八つの徳が若干平易な言い回しに置き換えられている。「霊性」を「清らかさ」になど。

#### 第5作
- 『ウルティマV 運命の戦士/Ultima V Warriors of Destiny』1990年 PC98/PC88VA/X68000（ポニカ）、1992年 FM TOWNS（富士通）

#### 第6作
- 『ウルティマVI 偽りの予言者/Ultima VI The False Prophet』1991年 PC98（ポニカ）、FM TOWNS（富士通）、1992年 X68000（ポニカ）
  - FM-Towns版はボイス付であり、当時のRPGとしては珍しかった。なお英語モードでのロード・ブリティッシュの声はリチャード・ギャリオット自身が当てていた。

##### ウルティマVI 偽りの予言者
1992年4月3日、ポニーキャニオンよりスーパーファミコン用として発売。"UltimaVI"の移植版。
原作であるPC版に比べると、容量の問題や操作性への配慮から以下のような相違点が存在している。
- 人物との会話システムはキーワード入力式から選択式に変更。また、会話時の顔グラフィックは表示されない。
- 魔法、モンスター、アイテム、イベントの一部がカットされている。
- 仲間であるネズミのシェリーがアイテム扱いになっている。

#### 第7作

##### ウルティマVII ザ・ブラックゲート
1994年11月18日、ポニーキャニオンよりスーパーファミコン用として発売。
日本語版が発売されなかった"Ultima VII the Black Gate"の移植版であり、日本語化された唯一のUltima VII。
「米国パソコンチャートでトップを独走したパソコン版と同じスタッフが完全移植」と謳われていたが、実際には先述の「ウルティマ外伝 黒騎士の陰謀」と同様のシステムを用いたアクションゲームになっており、PC版とはゲーム性が大幅に異なる。
あらすじ
冷徹で凶悪な目をしたその生命体からキミはメッセージを受けた。「聞け、アバタールよ。プリタニアは今、新たなる飛躍の時代を迎え、ついに真の指導者がその正統なる地位につくときがきた。われガーディアン統治のもとにプリタニアは繁栄し、人民は歓喜する。そして、おまえもわが権威の絶大さを痛いほど感じ、私の足元にひざまづくのだ」ふたたびプリタニアの地になにか災いが起ころうとしているのか。キミの手元にあるムーンストーンがエネルギーの脈を打ち始めた。ロード・ブリティッシュからの呼び出しだ。ストーンサークルの中に、ムーンゲートが現われた。だが変だ。ゲートが赤い。いつもなら青のはずなのに……。

#### 第8作
- 『ウルティマVIII ペイガン/Ultima VIII Pagan』1995年 PC9821（エレクトロニック・アーツ・ビクター）

#### 第9作
- 『ウルティマIX アセンション/Ultima IX: Ascension』2000年 Windows 95/98（エレクトロニック・アーツ・スクウェア）

#### その他
- 『ウルティマ トリロジー I・II・III』1990年 FM TOWNS（富士通）
- 『ウルティマ サベージエンパイア/Ultima Savage Empire』1991年 PC98（ポニカ）、1993年 X68000（ポニカ）
- 『ウルティマ アンダーワールド/Ultima Underworld The Stygian Abyss』1993年 PC9821（エレクトロニック・アーツ・ビクター）/FM TOWNS（富士通）、1997年3月14日 プレイステーション（エレクトロニック・アーツ・ビクター）
  - プレイステーションは家庭用向きにほぼ全てにおいてアレンジが加えられているほか、キャラクターボイスの追加、ゲームオーバーのムービー化などがある。
- 『ウルティマ アンダーワールド16色版』1994年 PC98（エレクトロニック・アーツ・ビクター）
- 『ウルティマ アンダーワールドII/Ultima Underworld II Labyrinth of Worlds』1995年 PC9821/FM TOWNS（エレクトロニック・アーツ・ビクター）
- 『ウルティマ外伝 黒騎士の陰謀』1994年6月17日、エレクトロニック・アーツ・ビクターよりスーパーファミコン用として発売。ゲームボーイ版『失われたルーン2』の移植版である。
- 『ウルティマ恐竜帝国』1995年7月28日、ポニーキャニオンよりスーパーファミコン用として発売。"Savage Empire"の移植版。先述の『ウルティマVII ザ・ブラックゲート』とほぼ同様のシステムを使用したアクションゲーム。PC版とはゲーム性が大幅に異なる。
- The Genesis of Ultima
  - CD-ROM付き書籍。I-IVおよびAkalabeth収録。UC以前にローカス社が独自に発売したもの。

## 関連書籍

### ゲームブック
アドベンチャーノベルス
JICC出版刊
ウルティマI
山本邦一著。農家の息子ロトがモンデイン討伐に旅立つ。
ウルティマII
本橋信宏著。20世紀の青年カルルがミナクスの謎を解く時空の旅に出る。
ウルティマIII
山本邦一著。史実上の英雄達がソーサリアに集いエクソダスに挑む。
ウルティマIV
本橋信宏著。強盗紛いだった戦士ゴータがふとした事からアバタールを目指す。

アドベンチャーヒーローブックス「ウルティマ　ブリタニア王国の危機」
勁文社刊。U3に基づき、海難事故で離散したエクソダス討伐隊の一人となって冒険する。終盤ではヒロインであるシスター・マリア（アバタール・コンパニオンの魔法使いとは別キャラ）が同行。エピローグにおける新たな事件はU5のプロローグを思わせる。
冒険ゲームブックシリーズ
双葉社刊
ウルティマ 魔道士ゾールの陰謀
樋口明雄著。U3の数十年後、エクソダス復活を企む魔道士との戦い。
ウルティマVol.2 聖者への道
樋口明雄＆スタジオ・ハード著。U4に基づくが、同行者はジョフリーとイアナのみ。
ウルティマ 失われたルーン
犬飼わたる＆RECCA社著。Ultima Runes of Virtueに基づく。シャミノが主人公でマリアやデュプレとパーティを組む（ただし本編と違い、3人は異世界から招かれた少年少女という設定）。イオロは別行動を取るサポート役。

### 小説
小説ウルティマ　クエスト・オブ・アバタール
井上尚美著、JICC出版刊。U4でアバタールとなるべき人物が召喚される以前の前日譚的な物語。ジャーナを除くアバタール・コンパニオン（本書ではパーシャル・アバタールと呼ばれる）7名と、年長のドルイド僧「ガザ」が協力してグレート・ステイジアン・アビスに挑む。
ウルティマ妖魔変
西谷史著、角川書店刊。U4から数年後の物語（ただし、アバタール・コンパニオンの構成はゲームと異なる）。U1 - 3の敵が復活、原地球の4人の青年がモンデインによって四精霊を宿されブリタニアと原地球に跨った戦いに巻き込まれていく。
- 第一部 水竜の章
- 第二部 魔道の章
- 第三部 紅霧の章
- 外伝 電脳塔の恋人たち（「ファンタジー王国1」に収録）

ウルティマVI 生きて戦え！
金井哲夫著、ローカス刊。U6に基づく。アバタール・マコトが、ガーゴイル族に寝返ったと誤解されての蘇生差し止めや、ガーゴイル族の戦士・アームレム（本書独自の人物）との接触を通し死生観を見つめ直していく。
ウルティマ アンダーワールド
野間逸平・伏見健二著、アスペクト刊（ログアウト冒険文庫）。オリジナルキャラクターの主人公シャロンは、これら関連書籍では珍しい女性アバタール。

### 漫画
JICC出版刊
ウルティマ エクソダスの恐怖
田中成治著、U3の漫画化。ここではエクソダスは太古に封印された邪神という設定。
ウルティマ2 聖者への道
田中夕子著、U4の漫画化。アバタール・コンパニオンの構成やホークウィンドの役どころなどはゲームと異なる。
ウルティマ3 マジンシアの滅亡
渡辺広之著、U4の少し前の物語。海賊達がブリタニアを滅ぼそうとする邪神に挑む。
ウルティマ4 シュヴァルツシルトの迷宮
田中成治著、「エクソダスの恐怖」の続編。スペースコロニーを舞台に、ブラックホールから蘇ろうとするエクソダスとの戦い。

#### 漫画版のオリジナルキャラクター
ゲンジ
漫画版『恐怖のエクソダス』の主人公。地球人で宇宙レスキュー隊員。事故に巻き込まれた直後、聖惑星ソーサリアに召喚される。
アイダ
漫画版『恐怖のエクソダス』のヒロイン。調和者の能力を持ち、エクソダスに操られた動物を鎮めたりもできる。
レノン
漫画版『恐怖のエクソダス』のオリジナルキャラクター。アイダの従者である吟遊詩人。
ビガロ
漫画版『恐怖のエクソダス』のオリジナルキャラクター。ゲンジ同様異世界から呼ばれた戦士でサイボーグ（生身は脳だけなので見た目は殆どロボット）。
サッタバ
漫画版『恐怖のエクソダス』のオリジナルキャラクター。ユーの導師でアイダの父。
ディーン
漫画版『聖者への道』の主人公。ユーの裁判官タルフォード（本編U4にも登場）に育てられた。パラディン。
イオ
漫画版『聖者への道』のヒロイン。ブリティン出身。吟遊詩人（アバタール・コンパニオンとしてはイオロに該当）。
シヴァ
漫画版『聖者への道』のオリジナルキャラクター。タルフォードの息子でディーンの義兄。ドルイド僧（アバタール・コンパニオンとしてはイアナに該当）。ディーンより先にアバタール修行へ旅立ったが、謙譲の徳を欠いて暗黒面に取り込まれる。
カティ
漫画版『聖者への道』のオリジナルキャラクター。マジンシア出身。羊飼いの少年（アバタール・コンパニオンとしてはカテリーナに該当）。